# Grass Roots
Grass Roots je debitantski album američkog hip-hop sastava Atban Klann. 

## O albumu
S albuma je objavljen jedan singl "Puddles Of H2O", dvije godine nakon što je album trebao biti obajvljen. Pjesme s albuma, kao i njegov omot, kasnije su objavljeni. Omot albuma je nastao na slikanju za omot albuma Bridging The Gap. Omot uključuje lica apl.de.apa i Will 1Xa. Grass Roots je jedini album sastava Atban Klann objavljen pod tim imennom. 6 godina kasnije izdaju svoj prvi studijski album Behind the Front, pod novim imenom Black Eyed Peas.

## Popis pjesama
1. "Open Your Mind"
2. "Goin for a Ride"
3. "Lord of the Flies"
4. "Adidas"
5. "Mountain Top"
6. "Quid Pro Quo"
7. "No Sequel"
8. "Worlds Gone"
9. "Rain on Me"
10. "Dedicated"
11. "Styles are Critical"
12. "Puddles Of H2O"
13. "Focus on You"
14. "Strolling"
15. "La Borio Woman Beater"
16. "Let Me Get Down"